# もしも明日が晴れならば
『もしも明日が晴れならば』（もしもあしたがはれならば、If it is clear weather tomorrow）は、2006年2月24日にぱれっとより発売された18歳未満購入禁止（18禁）のパソコンゲーム（アダルトゲーム）ソフト。略称は『もしらば』。
2012年8月10〜12日開催の「コミックマーケット82」にて、リニューアルパッケージ版が発売された。

## 概要
死後に幽霊となって現世へ戻って来た恋人と主人公の恋愛を中心に描かれる、青春群像物語である。
ぱれっとのブランド第5作目。くすくすが原画を、NYAONがシナリオを担当した。
作品企画は近藤真樹（プロデューサー）・くすくす・NYAONの3人で立てられた。コンセプトとしては既存のくすくす＆NYAON作品のファンに受け入れられるものを考えたが、これまでとは違う作品にしたい意図から、NYAONのアイデアで「ヒロインが物語冒頭で死んで幽霊となる」設定が生まれた。
予約特典として本作の音楽・主題歌が収録された『もしらば音楽ディスク』が付属した。

## あらすじ
（出典：）
物心つく前に母親を亡くし、父との二人暮しを送っていた少年・一樹の家に、ある日突然明穂とつばさという二人の姉妹が訪ねてくる。聞けば、事故で両親を失った二人を遠い親戚である一樹の父が引き取ることになったのだという。その日から10年近くもの間、一樹・明穂・つばさの三人はまるで本当の家族のように仲良く暮らしてきた。やがて姉の明穂に想いを寄せるようになった一樹はある年、学園の夏休みを目前に控えた日に明穂に告白し、晴れて二人は恋人同士となる。
だがその数日後、明穂は突然の病に冒されあっけなくこの世を去ってしまう。一樹は絶望に打ちひしがれ、空虚な夏休みを過ごした。やがて新学期を迎え、つばさと二人で新たな学園生活を始めることとなった一樹であったが、彼はその日から時々死んだはずの明穂の幻影を目にするようになる。否、それは幻影などではなく、一樹とつばさに会うため再びこの世に舞い戻ってきた幽霊の明穂だった。

## 登場人物
（出典：）

### メインキャラクター
鳩羽 一樹（はとば かずき）
声 - 川椰珱（ドラマCD）
6月10日生まれ / O型
この物語の主人公。物静かでお人好しな少年。感情の変化は小さく、明穂の葬儀でも泣くことはなかった。一人称は僕。野乃崎姉妹の亡き父親は一樹の父といとこ同士だったので、一樹と野乃崎姉妹ははとこ（またいとこ）にあたる。一樹の父は学園の夏休みの終了と同時に海外出張へ行ってしまったため、二学期の最後までをつばさと二人きりで過ごすことになった。
野乃崎 明穂（ののさき あきほ）
声 - 西田こむぎ
5月25日生まれ / B型
野乃崎姉妹の姉。一樹とは同い年で学校では9年間同じクラスだった。成績優秀、スポーツ万能で何でもそつなくこなし性格も良く、学園のマドンナ的存在。面倒見が良く、おせっかい焼きで一樹のことを「カズちゃん」と呼んで可愛がっている。急性の肺炎と敗血症でその短い生涯を閉じる。生前は一樹とたった二人だけの園芸部に所属しており、特に合歓の花が好きだった。
野乃崎 つばさ（ののさき つばさ）
声 - みる
3月3日生まれ / B型
明穂の妹。一樹を「お兄ちゃん」と呼び慕っているが、実は密かに恋心を寄せてもいる。素直で子供っぽく、泣き虫でドジで寂しがり屋。どんな時でも挫けずに頑張ろうとする前向きな性格だが、張り切れば張り切るほど失敗を繰り返してしまう。料理の腕は壊滅的で、本編の該当シーンでの味の感想の選択肢が全て「不味い」のみになったほど。学園では演劇部に在籍している。
湊川 珠美（みなとがわ たまみ）
声 - AYA
7月17日生まれ / AB型
つばさのクラスメイトで親友。京都弁を話す。町外れの神社に暮らす巫女で現世に彷徨う霊魂を成仏させる「鬼切り」の役目を負っている。気が強く、男嫌いで普段から一樹に敵意をむき出しにしているが、それは実は彼女にはレズっ気があってつばさに好意を抱いており、つばさと一緒に暮らしている一樹に嫉妬しているからである。
千早（ちはや）
声 - まきいづみ
誕生日・血液型不明
一樹達が通う姫宮学園の裏庭に時々現れる謎の少女。いつも浴衣を着ている。珠美の話によると、その正体は「疫病神」（日本の妖怪、物の怪の一種）であるらしいが詳しいことは不明である。気弱でいつもおどおどしており、他人との接触を怖がる。明穂が幽霊になったことなどについて、何か重要な秘密を握っているらしい。

### サブキャラクター
香坂 彩乃（こうさか あやの）
声 - 一色ヒカル
11月22日生まれ / A型
一樹のクラスの委員長で周りからも「委員長」と呼ばれている。成績はイマイチだが誰にでも気さくに接し、生前の明穂とも親しかった。いつもホイッスルを首からぶら下げており、演劇部の部長も兼任している。主人公に秘めた恋心を抱いているが、主人公や周りの状況の為、その思いを伝える事ができないでいる。
いわゆる「バッドエンド」では彼女と結ばれて終わる。そういう意味では彼女は「5人目のヒロイン」である。
白澤 美幸（しろさわ みゆき）
声 - 吉沢悠亜
4月8日生まれ / O型
一樹のクラスの担任教師。心優しく、いつも笑顔を絶やすことがないので生徒からの人気は高い。しかし、遅刻や授業態度については厳しい。学園祭のクラスの出し物に誰も真面目に取り組もうとしないため、一樹に半ば強制的に参加させ、一樹が抜け出したのを知ると笑顔のまま脅迫じみた台詞を吐くなど黒い一面もある。
東 直之（あずま なおゆき）
声 - 小池竹蔵
6月14日生まれ / A型
一樹のクラスメイトで親友。少々デリカシーのないところがあるが根は優しく、一樹のことを気遣っている。いつも明るいムードメーカー。サッカー部に所属している。委員長の思いに唯一気が付いている。
榎本 謙介（えのもと けんすけ）
声 - 中本伸介
姫宮学園の数学教師。学園で一番厳しいといわれている。生徒たちからは「エノケン」と呼ばれている。
榎本 実（えのもと みのる）
声 - 神月あおい
第4章で登場する、榎本謙介の息子。商店街で交通事故に遭い、死亡する。幽霊となる。
柿崎 あやめ（かきざき あやめ）
声 - 倉田まりや
珠美ルートで登場する地縛霊。一樹と珠美に自分の身の上を語り、それを感謝しながら成仏した。
ジゼル
声 - 星野みく
鳩羽家で飼われている猫。昔、道に捨てられていたのを一樹達三人が拾った。最初は子猫だったが明穂に餌を与えられすぎて育ったため今ではすっかり太ってしまった。

## 舞台
姫宮市（ひめみや）
本作の舞台。市の中心部にはガラス張りの近代的な駅ビルがあり、ビル街やアーケード式商店街などもあるが、ビル街のすぐ向こう側には雄大な山々が聳え立っている地方都市。「TR」と表示される鉄道で結ばれている。名前の由来は、かつてこの地を収めていた領主が娘の誕生を大いに喜び、この地を「姫（娘）の宮」と名付けたこと。
姫宮学園
一樹やヒロインたちが通う学園。ごく普通の高校。市の中心部にあり、一樹たちが住む住宅地からは電車で一時間ほどの距離にある。制服バ男子はブレザー、女子はセーラー服タイプの物を採用している。学園の裏庭には立派な合歓の木があり、一樹が告白したのはこの木の目の前。
温室
裏庭にあるガラス張りの温室。明穂の存命当時は園芸部の部室だったが、彼女が亡くなって以降は放置され、荒れ果てていた。その後幽霊として戻って来た明穂たちの提案で、文化祭の園芸部の企画であるメイド喫茶の会場として再利用されることになる。
藤美台（ふじみだい）
一樹とつばさが暮らす自宅がある住宅地。駅から長い坂道を登った先にある事から、高台にあることが分かる。市の中心部から若干離れている事もあってか豊かな自然に囲まれている。
藤美台駅
藤美台の中心駅。瀟洒な外観のこぢんまりとした駅だが、自動改札機は設置されている。駅のすぐ裏手には山が迫っている。

## 各章タイトル
- Prologue：The Long Goodbye
- Chapter1：GHOST
- Chapter2：鬼姫
- Chapter3：翼を広げて
- Chapter4：バースデイ
- Chapter4.5：とある週末
- Chapter5：Dance with the lovers
- Chapter6
  - 明穂編：赤い糸
  - つばさ編：As you like
  - 珠美編：My Duty
  - 千早編：贖罪

## 作品への評価
『もしも明日が晴れならば』は2006年Getchu.com美少女ゲームランキングにおいて、6つ全ての部門で上位10作品に名を連ね、うち3つの部門で1位の栄冠を獲得した。
- 総合　　　　5位
- シナリオ　　1位
- 音楽　　　　1位
- 映像　　　　3位
- ヒロイン　　1位（野乃崎 明穂）
- システム　　4位

## 制作スタッフ
- 原画 - くすくす
- シナリオ - NYAON
- 音楽 - 樋口秀樹、BURTON
- プロデューサー - 近藤真樹

## 主題歌
オープニングテーマ「もしも明日が晴れならば」
挿入歌「凪」
挿入歌「雛鳥」
エンディングテーマ「あなたを照らす、月になりましょう」
4曲とも、作詞・作曲・編曲：樋口秀樹 / 歌：WHITE-LIPS

## 関連商品
もしも明日が晴れならば オフィシャルファンブック
2006年8月11日発売 / 発行：クリアレーヴ
キャラクター・イラスト紹介、くすくす（原画）＆近藤真樹（プロデューサー）インタビュー、ヴォーカルソング歌詞などを収録。
2006年8月11〜13日開催の『コミックマーケット70』ぱれっとブースにて発売。その後、ぱれっと公式サイト上での通信販売と、同年10月22日開催の『DreamParty東京2006秋』内、ぱれっと・Purple software合同ブースにおいても追加販売された。
もしも明日が晴れならば ドラマCD
CDドラマ「もしも明穂が生きてたら」とキャストコメントを収録。発売はオフィシャルファンブックと同様。『もしも明日が晴れならば リニューアルパッケージ版』にも同梱。
キャスト：野乃崎明穂（西田こむぎ）、野乃崎つばさ（みる）、湊川珠美（AYA）、千早（まきいづみ）、香坂彩乃（一色ヒカル）、東直之（小池竹蔵）、鳩羽一樹（川椰珱）
もしも明日が晴れならば Extra Soundtrack
同年10月22日に樋口秀樹とWHITE-LIPSの音楽サークル・Tynwald musicから、あきばお～・とらのあな・メロンブックスの各店に委託する形で発売され、『DreamParty東京2006秋』内の合同ブースでも販売された。
GWAVE SuperFeature's vol.8 『Class words』
2008年3月28日発売のTynwald musicのアルバム。全13曲構成で、本作からは挿入歌「凪」と「雛鳥 -arrange.ver-（アレンジバージョン）」が収録。